# Garganta profunda (película)
Garganta profunda (en inglés: Deep throat) es una película pornográfica estadounidense estrenada en 1972 que estuvo al frente de la edad de oro del porno (1969-1984). Fue escrita y dirigida por Gerard Damiano ("Jerry Gerard" en los créditos) y coprotagonizada por Linda Lovelace (seudónimo de Linda Susan Boreman) y Harry Reems. Fue exhibida en todo tipo de salas cinematográficas (no solo salas X) y es probablemente la película pornográfica más exitosa e influyente de todos los tiempos, distribuida y producida por Columbia Pictures. Es una de las películas más rentables de la historia del cine, considerando su presupuesto de producción (USD 47 000) y su recaudación, estimada de 30-50 millones de dólares.[cita requerida]

## Sinopsis
Linda es una muchacha que vive con su amiga Helen, pero las cosas son difíciles para Linda, ya que no consigue llegar al orgasmo y no le gusta el sexo, aunque después aclara que logra excitarse pero las cosas no resultan como ella quiere. Helen contrata a varios muchachos para pasar un día con Linda, pero al ver resultado, que Linda no consigue satisfacerse con ninguno, le habla del Doctor Young, un sexólogo. El médico tiene una entrevista con Linda y también se impresiona al ver que Linda no se satisface, no llega a su orgasmo y no siente nada de atracción por el sexo. Las cosas cambian cuando el Doctor Young la examina y se da cuenta de que Linda tiene el clítoris en la garganta. De ese modo, Linda, probando con la garganta profunda, descubre qué es lo que más le excita y logra tener los orgasmos que anhelaba.

## Éxito inesperado
Aunque inicialmente la cinta pasó desapercibida, su posterior éxito logró que la cinta pasara de proyectarse en locales clandestinos a salas de cine comerciales. Esto hizo intervenir a las autoridades que trataron de impedir su difusión. A la administración del presidente Richard Nixon y a sectores conservadores e integristas de la sociedad estadounidense les preocupaba el repentino interés del público por este tipo de cine.
Tras los múltiples intentos fallidos para prohibir la cinta y de procesar al director y a los productores, finalmente lograron condenar al actor principal Harry Reems a cinco años de cárcel en un juicio muy controvertido. La administración buscaba un chivo expiatorio. Reems había sido contratado como ayudante de iluminación pero al abandonar el actor principal el rodaje le ofrecieron ser protagonista a cambio de 100 dólares.
Algunos periódicos, personajes famosos y estrellas del cine, como Jack Nicholson, Gregory Peck y Warren Beatty, veían en la sentencia un ataque contra la libertad de expresión y se inició una campaña a favor de Harry Reems donde también colaboró Linda Lovelace. El famoso abogado Alan Dershowitz intentó revocar la condena, que finalmente fue confirmada siendo firmada por Jimmy Carter.
Todos los intentos de las administraciones por impedir la difusión de la cinta consiguieron justo lo contrario. La polémica y las diversas campañas a favor y en contra de la cinta despertaron la curiosidad imparable del público que abarrotaba las cada vez más numerosas salas comerciales donde se exhibía. La película abrió las puertas otras muchas del mismo género y convirtió de repente a Linda Lovelace en un personaje público muy popular.
Se cree que la cinta producida con dinero de la mafia[cita requerida] ha llegado a recaudar unos 600 millones de dólares. Su protagonista Linda Lovelace siempre mantuvo que nunca cobró por participar en ella; sólo su esposo recibió 1.250 dólares por realizar tareas de producción.

## Reparto
- Linda Lovelace - Linda
- Harry Reems - Dr. Young
- Dolly Sharp - Helen
- Carol Connors - Enfermera
- Bob Phillips - Sr. Fenster
- Bill Harrinson - Sr. Maltz
- William Love - Wilber Wang
- Ted Street - Mensajero
- Al Gork - Último hombre
- John Byron - Muchacho número 11
- Michael Powers - Muchacho número 12

## Banda sonora
La banda sonora de la película fue estrenada en 1972. Hoy en día existen pocos ejemplares. El álbum contiene tanto pistas instrumentales como vocales, así como los pequeños pedazos de diálogo de la película (que se indica con citas en la lista a continuación). Todos los artistas son desconocidos.

### Lista de canciones originales
1. Introducing Linda Lovelace
2. Mind if I smoke while you're eating?
3. Blowing' Bubbles
4. A Lot of little tingles
5. Love Is Strange
6. A nice joint like you...
7. You have no tinkler!
8. Deep Throat
9. I wanna be your slave
10. My love is like a big blonde afro
11. Nurse Lovelace
12. I'd Like To Teach You All To Screw
13. Nurse About the House
14. I got Blue Cross
15. Old Dr. Young
16. Masked Marvel